# (4329) Miró
(4329) Miró – planetoida z głównego pasa planetoid okrążająca Słońce w ciągu 3 lat i 142 dni w średniej odległości 2,26 au. Została odkryta 22 września 1982 roku przez Laurence’a G. Taffa w obserwatorium astronomicznym w Socorro. Została nazwana na cześć Joana Miró (1893–1983), katalońskiego malarza, rzeźbiarza i ceramika. Przed nadaniem nazwy planetoida nosiła oznaczenie 1982 SX2.